# Aerva lanata

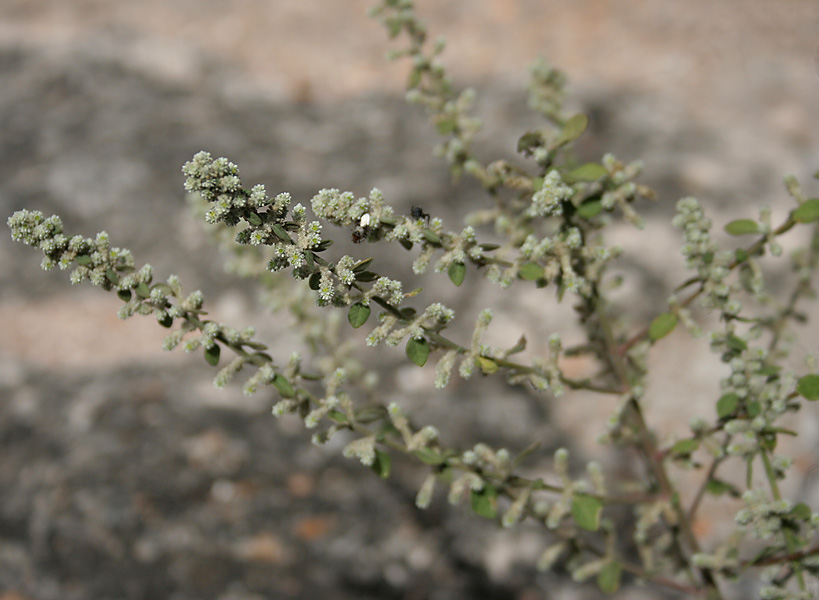
in Bhuvanagiri, Andhra Pradesh.

La sanguinaria de Cuba (Aerva lanata) es una planta herbácea postrada, leñosa o suculenta , perteneciente a la familial Amaranthaceae. Es una de las Diez Flores Sagradas de Kerala.

## Descripción
Aerva lanata es una mala hierba común que crece en forma silvestre en todas partes en las llanuras de la India.
Es una hierba bienal, que alcanza una altura de 140 centímetros. Tiene una raíz de color gris-blanco, con una pocas ramas laterales. La longitud de la raíz es de 18 centímetros de largo y 7 milímetros de diámetro. Tiene los tallos verdes, muy ramificados, en posición vertical, aunque pueden ser rastreros. Las hojas son alternas, pecioladas, elípticas o circulares. Con flores pentámeras, pequeñas y discretas, de color crema o blanco-verde. Las flores se recogen en numerosas inflorescencias en forma de picos. El fruto es redondo, pequeño, con un pico alargado.

## Distribución
A. lanata prefiere suelos más húmedos que A. javanica y se puede encontrar en los bosques abiertos o en las laderas de las montañas, sobre los residuos en suelos de cultivo abandonados y en el matorral costero y a una altitud desde el nivel del mar hasta los 900 metros. Se distribuye por África tropical, Asia y Australia.

## Propiedades
La raíz tiene un aroma parecido al alcanfor. Las flores secas que parecen picos suaves, se venden bajo la denominación de Buikallan Boor. La decocción de las flores se dice que cura de las piedras en el riñón y la decocción de la raíz es diurética y cura de cálculos renales.

### Medicinales
La planta se dice que es diurética y emoliente. Su acción diurética se dice que es muy eficaz en el tratamiento de las afecciones de la uretra y en la gonorrea y de gran valor en los casos de litiasis y como antihelmíntico. En sus principios activos se ha detectado un rastro de alcaloide.
Una decocción de hojas se prepara para hacer gárgaras para tratar el dolor de garganta y se utiliza en diversos tratamientos complejos contra el gusano de Guinea. Se usa para lavar los bebés que están en estado inconsciente durante un ataque de malaria o de alguna otra enfermedad, los cuales se lavan con una decocción de las hojas, al mismo tiempo que el humo de la planta quemada se inhala. La hoja se utiliza también para los problemas en los ojos. Una infusión se administra para curar la diarrea y las llagas.
La raíz se utiliza en el tratamiento de la mordedura de serpiente.

### Alimento
Toda la planta, especialmente las hojas, son comestibles. Las hojas se usan en las sopas o se comen como las espinacas. La planta es adecuada para pastoreo del ganado, y para los pollos.

### Espiritual
Aerva lanata da protección contra los malos espíritus, y es un talismán de buena suerte para los cazadores, y también la garantía del bienestar de las viudas.

## Taxonomía
Aerva lanata fue descrita por   (L.) Juss. ex Schult., y publicado en Systema Vegetabilium 5: 564. 1819.